# Чотири стіни
Чотири стіни (англ. Four Walls) — американська драма режисера Вільяма Ная 1928 року.

## Сюжет
Відбувши свій тюремний термін, гангстер Бенні Горовіц вирішив рішучо змінити свою долю. Він пропонує своїй сусідці Берті, яка відвідувала його у в'язниці, одружитися. Але Берта вважає його досі закоханим у давню подружку Фріду і відмовляється. Фріда тим часом втягує Бенні в інтриги, намагаючись позбавитися від обридлого ватажка банди. Бенні знову змушений взятися за зброю. Це не входило в його плани, але діватися нікуди.

## У ролях
- Джон Гілберт — Бенні Горовіц
- Джоан Кроуфорд — Фріда
- Вера Гордон — мати Бенні
- Кармел Майерс — Берта
- Роберт Емметт О'Коннор — Салліван
- Луа Натуа — монах
- Джек Байрон — циган